# Tlingit (llengua)
El tlingit (autònim : Lingít, /ɬɪ̀nkɪ́tʰ/) és una llengua ameríndia parlada pels tlingits al sud-est d'Alaska i a la Colúmbia Britànica, a l'arxipèlag Alexander i la zona costanera veïna. És part de la família de les llengües na-dené, que constitueix a ella sol una branca diferent. El tlingit es divideix en cinc dialectes intercomprensibles.
Durant el període 2009-2013, el cens lingüístic ha enregistrat 1.240 persones de cinc anys o més que van declarar parlar el tlingit als Estats Units. L'any 2016, s'hi poden afegir 255 parlants al Canadà. La llengua és en declivi i amenaçada de desaparició.

## Fonologia

### Consonants
El tlingit es caracteritza per una sèrie quasi completa de consonants ejectives, no sols oclusives però també fricatives. Ara, no existeix oposició de sonoritat. Com moltes llengües del nord-oest d'Amèrica del Nord, el tlingit comporta molt poques o fins i tot cap consonant bilabials. Les consonants són catalogades al quadre següent, amb la seva representació en una de les ortografies tlingits emprades actualment :
|            |            | Bilabials | Alveolars | Alveolars    | Palatals  | Velars  | Velars       | Uvulars  | Uvulars      | Glotals | Glotals   |
| ---------- | ---------- | --------- | --------- | ------------ | --------- | ------- | ------------ | -------- | ------------ | ------- | --------- |
| central    | lateral    | Bilabials | simple    | labialitzada | Palatals  | simple  | labialitzada | simple   | labialitzada |         |           |
| Oclusives  | simples    |           | d [t]     |              |           | g [k]   | gw [kʷ]      | gh [q]   | ghw [qʷ]     |         |           |
| Oclusives  | aspirades  |           | t [tʰ]    |              |           | k [kʰ]  | kw [kʷʰ]     | kh [qʰ]  | khw [qʷʰ]    |         |           |
| Oclusives  | ejectives  |           | et [et    |              |           | k' [kʼ] | k'w [kʷʼ]    | kh' [qʼ] | kh'w [qʷʼ]   | . [ʔ]   | (.w [ʔʷ]) |
| Africades  | simples    |           | dz [ts]   | dl [tɬ]      | j [tʃ]    |         |              |          |              |         |           |
| Africades  | aspirades  |           | ts [tsʰ]  | tl [tɬʰ]     | ch [tʃʰ]  |         |              |          |              |         |           |
| Africades  | ejectives  |           | ts' [tsʼ] | tl' [tɬʼ]    | ch' [tʃʼ] |         |              |          |              |         |           |
| Fricatives | simples    |           | s [s]     | l [ɬ]        | sh [ʃ]    | x [x]   | xw [xʷ]      | xh [χ]   | xhw [χʷ]     | h [h]   | (hw [hʷ]) |
| Fricatives | ejectives  |           | es [es    | el [ɬʼ]      |           | x' [xʼ] | x'w [xʷʼ]    | xh' [χʼ] | xh'w [χʷʼ]   |         |           |
| Nasals     | Nasals     | (m [m])   | n [n]     |              |           |         |              |          |              |         |           |
| Semivocals | Semivocals |           |           | (ll [l])     | hi [j]    | (ÿ [ɰ]) | w [w]        |          |              |         |           |

- n tendeix a assimilar-se al punt d'articulació d'una consonant següent.
- m és un al·lòfon de w en certs dialectes.
- ll és un al·lòfon de n, avui sobretot restringit als parlants ja grans.
- ÿ ha desaparegut recentment del sistema fonològic tlingit, confonent-se amb hi o w segons l'entorn fonètic.
- .w i hw són fonemes marginals.

### Vocals
El tlingit comporta dues sèries de vocals, que s'oposen per la quantitat tant com per la tensió.
|           | Tensades/ Llargues | Tensades/ Llargues | Tensades/ Llargues | Destensades/ Breus | Destensades/ Breus | Destensades/ Breus |
| Anteriors | Centrals           | Posteriors         | Anteriors          | Centrals           | Posteriors         |                    |
| tancades  | ee i               |                    | oo u               | i ɪ                |                    | u ʊ                |
| mitjanes  | ei e               |                    |                    | e ɛ                |                    | a ʌ                |
| obertes   |                    | aa a               | (aa ɒ)             |                    | (a ɐ)              |                    |
La vocal aa posseeix un al·lòfon posterior [ɒ] rere consonant uvular.
El tlingit és una llengua tonal, amb dos o tres tons segons els dialectes. Són marcats per l'accent agut per al to alt, i l'accent greu per al to baix dels dialectes de tres tons, i l'absència de marca pel to mitjà.

## Escriptura
El tlingit s'escriu amb l'alfabet llatí, dues ortografies són utilitzades : l'ortografia del Yukon i l'ortografia d'Alaska. L'ortografia d'Alaska utilitza sobretot els caràcters ‹ g ›, ⟨ḵ⟩ i ⟨x̱⟩ en comptes dels dígrafs ⟨gh⟩, ⟨kh⟩ i ⟨g̱⟩.
| té | á   | aa | áa | ch  | ch’ | d   | dl | dz  | e   | é  |
| ei | éi  | g  | gw | g̱   | g̱w  | h   | i  | í   | ee  | ée |
| j  | k   | kw | k’ | k’w | ḵ   | ḵw  | l  | el. | m   | n  |
| s  | es. | sh | t  | et. | tl  | tl' | ts | ts’ | u   | ú  |
| oo | óo  | w  | x  | xw  | x’  | x’w | x̱  | x̱’  | x̱’w | hi |

## Sistema de numeració
El sistema de numeració tlingit és un sistema quinari.

## Estatut i oficialitat
D'ençà del 2014, el tlingit és una de les vint llengües autòctones cooficials de l'Estat d'Alaska al costat de l'anglès.